# 小行星4930
小行星4930（英語：4930 Rephiltim）是一颗围绕太阳公转的小行星。1983年1月10日，S. L. Salyards在帕洛马山发现了此天体。
这颗小行星的绝对星等为358.326053364789等。